# Dispute Settlement Body
Der Dispute Settlement Body (DSB oder WTODSB) ist ein Streitbeilegungsgremium der WTO, das sich aus Vertretern aller Mitgliedstaaten zusammensetzt und ein wichtiger Bestandteil des WTO-Streitschlichtungsverfahrens (Dispute Settlement Understanding). Die Regeln für die Arbeit des DSB stehen im Dispute Settlement Understanding.
Kommt es zwischen Mitgliedstaaten zum Streitfall über die Auslegung eines von der WTO verwalteten Handelsabkommens, dann diskutieren diese Parteien im Rahmen des Dispute Settlement Body. Sofern ein Mitgliedsstaat die Errichtung eines Streitschlichtungspanel (Dispute Panel) fordert, entscheiden dieses und der Appellate Body über den Fall und arbeiten einen Urteilsspruch aus, der vom DSB nur mit Konsens abgelehnt werden darf. Dieser kann dann durch die siegreiche Partei mit entsprechenden Handelssanktionen durchgesetzt werden.

## Streitschlichtungsverfahren

### Einleitung des Verfahrens
Ein Verfahren wird dadurch eingeleitet, dass ein Mitgliedstaat von einem anderen Mitgliedstaat verlangt, über einen behaupteten Vertragsverstoß Konsultationen aufzunehmen.
Einzelne Personen oder Unternehmen können kein Verfahren einleiten. Dazu sind nur Mitgliedstaaten berechtigt. Es bleibt einzelnen Unternehmen aber unbenommen, sich bei ihrer jeweiligen Regierung oder bei der Regierung eines anderen Mitgliedstaates zu beschweren und die Einleitung eines Verfahrens zu verlangen. In der EU gilt für derartige Fälle die Verordnung (EU) 2015/1843, in der die Zusammenarbeit der Kommission mit der Industrie bei der Einleitung von Verfahren geregelt ist.

### Reaktion des anderen Mitgliedstaates
Der andere Mitgliedstaat hat innerhalb von zehn Tagen Zeit zu reagieren und innerhalb von dreißig Tagen ernsthafte Konsultationen mit dem Ziel aufzunehmen, um den Konflikt einvernehmlich zu erledigen.
In den Streitschlichtungsverfahren bis 2001 wurden 28 Prozent in diesem Stadium einvernehmlich beigelegt.

### Einberufung eines Panels
Wenn der Konflikt nicht durch Konsultationen innerhalb von sechzig Tagen erledigt ist, kann der beschwerdeführende Mitgliedstaat (Complainant) durch einseitige Erklärung die Einrichtung eines Panels bewirken. Die Einrichtung kann durch einstimmigen Beschluss aller Mitgliedstaaten abgelehnt werden, da jedoch das beschwerdeführende Mitglied auch eine Stimme abgeben darf, kommt es in der Praxis zur Errichtung.
Demgegenüber war die Situation bei der Einrichtung eines GATT-Panels umgekehrt. Die Einrichtung konnte durch das Veto eines einzelnen Mitgliedstaates verhindert und daher nicht gegen den Gegner eines Verfahrens durchgesetzt werden.
Mitglieder eines Panels sind Professoren, die sich mit dem internationalen Handelsrecht beschäftigen, oder Diplomaten von Mitgliedstaaten, die mit der Materie vertraut sind, zumeist sind es jedoch aktuelle oder ehemalige Regierungsvertreter. Zur Vermeidung von Interessenkonflikten werden die Mitglieder aus Ländern bestellt, die an dem Konflikt nicht beteiligt sind, die Parteien können davon aber auch abweichen.

### Rechtsauslegung durch das Panel
Das Panel hat die Aufgabe, die Verträge auszulegen und festzustellen, ob ein Vertragsverstoß vorliegt. Dazu verwendet es unter anderem die Maßstäbe des Wiener Übereinkommen über das Recht der Verträge. Der Wortlaut der Verträge und die ordinäre Bedeutung sind dabei der erste Auslegungspunkt. Auch berücksichtigen Panel den Zweck des Vertrages und die Verhandlungsgeschichte, obwohl letzteres vom Wiener Übereinkommen nicht als sinnvolle Interpretationsmethode eingeschätzt wird.
Weiter gelten die Grundsätze ut res magis valeat quam pereat und in dubio mitius. Eine Auslegung, unter der ein Teil eines Vertrages sinnlos und überflüssig wird, ist zu vermeiden. Und im Zweifel ist davon auszugehen, dass die Mitgliedstaaten sich Rechte vorbehalten und nicht abgegeben haben.

### Rechtsmittel
Ein Mitgliedstaat, der mit einer Entscheidung eines Panels nicht einverstanden ist, kann dagegen den Appellate Body anrufen. Dieser wird als mächtigstes Gericht der Welt bezeichnet. Er besteht aus sieben Mitgliedern, die für jeweils vier Jahre bestellt sind.

### Weiteres Verfahren
Wenn ein Vertragsverstoß eines Mitgliedstaates festgestellt wurde, ist dieser verpflichtet, den betreffenden Verstoß zu beheben. Falls dies nicht geschieht, können Rechte dieses Mitgliedstaates aus den Verträgen eingeschränkt werden. Ein Prozessverlust vor der WTO kann daher zur Verhängung von Strafzöllen führen.
Dagegen hat ein derartiges Urteil weder in den USA, Japan oder in der EU direkte Wirkung. Privatpersonen oder Unternehmen können etwa nicht gegen die Geltung von Regeln des EU-Rechts einwenden, dies sei nach einer Panel-Entscheidung nicht mit WTO-Recht vereinbar.
Die Staaten setzen aber fast alle Urteilssprüche um. Das Verfahren kann deshalb als höchste effektiv bezeichnet werden.

## Einzelfragen

### Rechtsschutzinteresse
Ein Rechtsschutzinteresse ist für die Einleitung eines Verfahrens nicht erforderlich. Ein Mitgliedstaat kann eine Vertragsverletzung auch rügen, wenn er damit nicht geltend macht, in eigenen Interessen beeinträchtigt zu sein.

### Vertretung durch Rechtsanwälte
Mitgliedstaaten können sich in dem Verfahren durch Rechtsanwälte vertreten lassen und sind nicht darauf beschränkt, das Verfahren durch eigene Diplomaten zu führen. Dies ist vor allem für Entwicklungsländer wichtig, die nicht unbedingt genügend eigene Sachkenner unter ihren Diplomaten haben.

### Schriftsätze von Dritten
Nichtregierungsorganisationen (NGO) haben häufig ein Interesse am Ausgang von Verfahren. Sie sind aber nicht Partei. Daher können sie zwar an ein Panel gerichtete Schriftsätze einreichen (sog. amcicus curiae briefs), es bleibt aber dem Ermessen des Panels überlassen, ob es diese berücksichtigen will.

### Abstrakte Normenkontrolle
Eine abstrakte Normenkontrolle ist in diesem Verfahren zulässig.

### Öffentlichkeit des Verfahrens
Bis 2005 waren alle Verhandlungen im Verfahren für die Öffentlichkeit nicht zugänglich. Erst im Verfahren über Hormone in Rindfleisch (Aktenzeichen DS 320, DS 321) wurde 2005 zum ersten Mal eine Übertragung per Fernsehsignal in einen gesonderten Saal für Zuhörer verwirklicht.

## Überblick über die bisherigen Verfahren
Bis Anfang 2025 wurden insgesamt 632 Verfahren auf Ebene der Gerichtsinstitutionen durchgeführt bzw. sind noch in Bearbeitung. Dies ist mehr als in dem halben Jahrhundert der bisherigen Geschichte des GATT insgesamt. Die Mitgliedstaaten benutzen also dieses Verfahren deutlich häufiger als vor der Gründung der WTO. Besonders die USA waren im Zeitraum von 1995 bis 2025 an über 70 Prozent der Verfahren beteiligt und haben 124 Verfahren eingeleitet, so dass für die Handelsbeziehungen der USA das Verfahren vor dem Dispute Settlement Body von erheblicher Bedeutung ist.
Der Schwerpunkt der Verfahren liegt mit Stand 2015 dabei mit über 30 bei der Anwendung des GATT, gefolgt von Verfahren zum Antidumping und zum Subventionsrecht mit jeweils über 25. Der erste Fall des Streitbeilegungssystems war Malaysia — Prohibition of Imports of Polyethylene and Polypropylene mit der Kennziffer DS1.